# Edmond Rostand
Edmond Eugène Alexis Rostand (Marselha, 1 de abril de 1868 — Paris, 2 de dezembro de 1918) foi um poeta e dramaturgo francês, cuja fama se deve, principalmente, pela autoria da conhecida peça Cyrano de Bergerac. Edmond é pai do biólogo Jean Rostand.

## Biografia
Descendente de um prefeito de Marselha, Alexis Rostand Joseph (1769-1854), Edmond Rostand nasceu em uma família rica, sendo filho do economista Eugène Rostand.
Em 1880, o pai leva sua família, Edmond, sua mãe e dois primos no elegante spa Bagnères-de-Luchon. Instalado inicialmente no "chalet Spont", em seguida, na "villa Devalz", eles então constróem a "Villa Julia", próximo ao Casino. Edmond Rostand vive 22 anos em Luchon, que inspirou suas primeiras obras.
Diplomado em direito, jamais exerceu a profissão e, desde o início da faculdade, freqüentou as rodas literárias, conhecendo aí seu grande amor, a poetisa Rosemonde Etiennette Gérard, autora do livro "As Flautas".

## Carreira literária
Em 1888, Rostand escreveu sua primeira obra, a peça Le Gant Rouge (A Luva Vermelha) e em 1890, casou com Rosemonde.
Em 1891, escreveu a peça Les Musardises (Divagações) e, em 1893, Les Deux Pierrots (Os Dois Pierrôs), mas apenas em 1894 conseguiu a fama, com a peça Les Romanesques (Os Românticos), encenada pela Comédie-Française.
Suas peças seguintes, La Princesse Lointaine (A Princesa Longínqua), La Samaritaine (A Samaritana) e L’Aiglon (O Filhote de Águia) foram interpretados, na época, por Sarah Bernhardt, considerada a maior atriz de teatro de seu tempo.

Sua obra máxima, a peça Cyrano de Bergerac, que estreou com estrondoso sucesso em 1897, em Paris, no Théàtre de la Porte-Saint-Martin, também foi encenada por Sarah, mas apenas em Londres, em 1901. Rosemonde Gerard escreveu, entusiasticamente, em seu livro Edmond Rostand:
A peça Cyrano de Bergerac transformou Rostand num verdadeiro ídolo do público francês, tornando-o membro da Academia Francesa, em 1904. Vítima de uma pneumonia, porém, ele se retirou em Cambo-les-Bains, na região basca, onde viveu por nove anos, discretamente. Só voltou aos palcos em 1910, com Chantecler, a história de um galo que acredita que é o seu canto que faz nascer o dia.
Rostand ainda escreveu uma última peça, La Dernière Nuit de Don Juan (A Última Noite de Don Juan), que ficou incompleta, mas foi aos palcos em 1921, três anos após sua morte em Paris, em 2 de dezembro de 1918.

## Características literárias
Rostand escolheu para suas peças temas típicos do romantismo, apesar de os ideais românticos, na época, já estarem ultrapassados, em função do realismo. Em sua peça A Princesa Longínqua, inspirou-se na Idade Média, no caso uma história de amor entre um trovador, Rudel, e uma princesa, Melisandre. Também buscou inspiração romântica na religião cristã, com a peça A Samaritana, e histórica, em O Filhote de Águia, que relatava a tentativa do filho de Napoleão, o duque de Reichstadt, em recriar o império do pai.
Para escrever Cyrano de Bergerac, Rostand inspirou-se no poeta e filósofo assim chamado, que viveu entre 1619 e 1655, um questionador dos intelectuais de sua época. A obra, segundo a tradição romântica, foi escrita em versos, e consta que Rostand trabalhava tão febrilmente que chegava a compor 250 versos num único dia.
Muitos críticos, quando Rostand escreveu sua peça Chantecler, chegaram a defender que ela foi um final infeliz para uma carreira que se notabilizou e se imortalizou por uma única obra: Cyrano de Bergerac.

## Obras principais
| Lista de obras de Edmond Rostand (por ordem cronológica) | |                                                              | |                                                                                         |                            |
| Ano                                                      | Obra                                                                                                 | Gênero                                                       | Criação (para peças) | Publicação original                                                                     | Tradução                   |
| 1887                                                     | Deux romanciers de Provence, Honoré d'Urfé, Émile Zola, le roman sentimental et le roman naturaliste | Ensaio                                                       | | Marselha, impresso no “Journal de Marseille”, 1888                                      |                            |
| 1888                                                     | Le Gant rouge                                                                                        | Vaudeville, com Henri Lee                                    | 1888, no teatro | Edições Nicolas Malais, 2009                                                            | A Luva Vermelha            |
| 1890                                                     | Les Musardises                                                                                       | Poesias                                                      | 1890 | 1. Paris, A. Lemerre, 1890 2. Nova edição 1887-1893. Paris, Fasquelle, 1911             | Divagações                 |
| 1890                                                     | Ode à la musique                                                                                     | Poesia                                                       | Novembro de 1890 (privado, para a inauguração da casa de Jules Griset); 23 março de 1891 - Théâtre du Châtelet. Música de Emmanuel Chabrier. |                                                                                         |                            |
| 1890                                                     | Les Deux Pierrots                                                                                    | Peça (recusado pela Comédie-Française)                       | 1890, no teatro |                                                                                         | Os Dois Pierrôs            |
| 1894                                                     | Les Romanesques                                                                                      | Comédia                                                      | Peça criada em 21 de maio de 1894 na Comédie-Française, croada pela Academia Francesa.                                                       | Paris, Charpentier et Fasquelle, 1894                                                   | Os Românticos              |
| 1895                                                     | La Princesse lointaine                                                                               | Peça em 4 atos, em versos                                    | 1895, no teatro | 1. Paris, Charpentier et Fasquelle, 1895 2. Segunda versão, Paris, L'Illustration, 1929 | A Princesa Longínqua       |
| 1897                                                     | Pour la Grèce                                                                                        | Poema                                                        | | Paris, Fasquelle, 1897                                                                  |                            |
| 1897                                                     | La Samaritaine                                                                                       | Evangelho em três tomadas, em versos                         | Peça criada em 14 de abril de 1897, com Sarah Bernhardt no Théâtre de la Renaissance                                                         | Paris, Fasquelle, 1897                                                                  | A Samaritana               |
| 1897                                                     | Cyrano de Bergerac                                                                                   | Comédia dramática em 5 atos, em versos                       | Peça criada em 28 de dezembro de 1897 para o Coquelin aîné                                                                                   | Paris, Fasquelle, 1898                                                                  | Cyrano de Bergerac         |
| 1900                                                     | L’Aiglon                                                                                             | Drama em 6 atos                                              | Peça criada em 15 de março de 1900 para Sarah Bernhardt                                                                                      | Paris, Fasquelle, 1900                                                                  | O Filhote de Águia         |
| 1902                                                     | Um Soir à Hernani                                                                                    | Poesia, homenagem ao centenário do nascimento de Victor Hugo | | Paris, Fasquelle, 1902                                                                  |                            |
| 1903                                                     | Discours de Réception à l'Académie française le 4 juin 1903                                          | Ensaio                                                       | | Paris, Fasquelle, 1903                                                                  |                            |
| 1904                                                     | Chantecler                                                                                           | Peça (escrita em 1904)                                       | Peça criada em 7 de fevereiro de 1910 para Lucien Guitry                                                                                     | Paris, L'Illustration, 1910                                                             |                            |
| 1908                                                     | Le Bois sacré                                                                                        | Pantomima                                                    | | Paris, L'Illustration, 1908                                                             |                            |
| 1911                                                     | La Dernière Nuit de Don Juan                                                                         | Peça (escrita em 1911)                                       | Peça criada em 1921, três anos após a morte do autor                                                                                         | Paris, L'Illustration, 1921                                                             | A Última Noite de Dom Juan |
| 1915                                                     | Le Vol de la Marseillaise                                                                            | Poemas sobre a guerra (1915)                                 | | Paris, Fasquelle, 1919                                                                  |                            |
|                                                          | Le Cantique de l'Aile                                                                                | Poesia                                                       | | Paris, Fasquelle, 1922                                                                  |                            |
|                                                          | Faust de Goethe                                                                                      | Adaptação e tradução de Edmond Rostand                       | | Paris, Éditions Théâtrales, 2007                                                        |                            |